# Jaap Glasz
Jacob Rienk (Jaap) Glasz (Amsterdam, 13 februari 1935 - Blaricum, 3 oktober 2005) was een Nederlandse rechtsgeleerde alsook politicus namens het Christen-Democratisch Appèl (CDA). Hij was actief in de advocatuur, de wetenschap en de kunst en maakte deel uit van de Provinciale Staten van Noord-Holland en de Eerste Kamer.

## Levensloop
Na het behalen van zijn middelbareschooldiploma aan het Willem de Zwijgercollege te Bussum op 3 juni 1953 ging hij in 1953 rechten studeren aan de Gemeentelijke Universiteit van Amsterdam. Vanaf 18 november 1957 zette hij zijn studie rechten voort aan de Vrije Universiteit Amsterdam. Hier behaalde hij uiteindelijk in 1959 zijn bul. Op 9 februari 1995 promoveerde hij in de rechtsgeleerdheid aan de Erasmus Universiteit Rotterdam.
Jaap Glasz begon zijn loopbaan als advocaat bij advocaten- en notarissenmaatschap Van Doorne & Sjollema (later: Trenité Van Doorne, thans Van Doorne) te Amsterdam. Vanaf 1962 was hij ook voorzitter van deze maatschap. Hij werd gezien als een deskundige op het gebied van het vennootschapsrecht en werd tijdens zijn Eerste Kamerlidmaatschap in 1998 benoemd tot bijzonder hoogleraar corporate governance aan de Universiteit van Amsterdam.
Zijn politieke carrière startte hij als lid van het CHU. Hij was van 1973 tot 1975 voorzitter van de CHU-kiesvereniging in Blaricum, waar hij tevens oprichter van was. In 1976 was hij voorzitter en oprichter van de CDA-afdeling Blaricum en hij bleef hier lid van tot 1982. Drie jaar daarvoor, in 1979, richtte hij ook de CDA-Statenkring Hilversum op en was hier tevens voorzitter van. Van 1978 tot 1982 was hij waarnemend fractievoorzitter van het CDA Gewestraad Gooi en Vechtstreek.
Op 6 juli 1982 werd hij lid van de Provinciale Staten van Noord-Holland. Tot 23 juni 1987 was hij lid van de juridische adviesgroep CDA-fractie Tweede Kamer der Staten-Generaal. Deze zegde hij op omdat hij per diezelfde datum lid werd van de Eerste Kamer der Staten-Generaal. Hier had hij een zetel tot 8 juni 1999. Jaap Glasz hield zich als Eerste Kamerlid vooral bezig met justitie, cultuur en Europese zaken.
Verder was hij onder andere deken van de Nederlandse Orde van Advocaten en bestuurder van enkele orkesten en Het Nationale Ballet. Hij stond bekend als een goede jurist, die zich tamelijk onafhankelijk opstelde.
Jaap Glasz overleed in de herfst van 2005 op zeventigjarige leeftijd aan de progressieve spier- en zenuwaandoening ALS.

## Onderscheidingen
- Ridder in de Orde van de Nederlandse Leeuw (29 april 1986)
- Ridder in de Orde van Oranje-Nassau (1 juni 1999)
- Erelid van het Nederlands Centrum van Directeuren en Commissarissen (november 2004)

## Andere dan politieke functies
Naast zijn vele werkzaamheden in de politiek was hij ook erg druk in het bedrijfsleven. Hieronder volgt een beknopte opsomming:
- kantonrechter-plaatsvervanger te Hilversum, van 1968 tot 1976
- lid Gewestraad Gooi en Vechtstreek, omstreeks 1978 tot 1982
- lid Ambtenarengerecht te Amsterdam, tot 1993
- deken Nederlandse Orde van Advocaten, van 1984 tot 1986
- rechter-plaatsvervanger Arrondissementsrechtbank te Amsterdam, vanaf 1978 (nog in 1995)
- voorzitter bestuur Noordhollands Philharmonisch Orkest, van 1978 tot 1982
- voorzitter raad van advies Nederlands Centrum voor Directeuren en Commissarissen, van 1986 tot 1990
- lid (later vicepresident) Raad van Commissarissen N.V. AMEV te Utrecht, vanaf 18 mei 1989
- lid bestuur Muziektheater te Amsterdam, omstreeks 1990
- vicevoorzitter Het Nationale Ballet, omstreeks 1990
- voorzitter redactie praktijkboek Commissarissen Kluwer, omstreeks 1990
- vicevoorzitter Koninklijk Concertgebouworkest, omstreeks 1990
- voorzitter VSB fonds, van 1990 tot 1 januari 2005
- lid Raad van Commissarissen Citroën Nederland, van februari 1991 tot 2004
- voorzitter Raad van Advies Nationaal Register Commissarissen en Toezichthouders
- lid Council van de International Bar Association
- voorzitter Nederlandse delegatie in het Europees advocatenoverleg
- voorzitter adviescommissie Holland Festival, omstreeks 1991 tot 1994
- lid Raad van Commissarissen Neways te Nuenen, vanaf mei 1994
- voorzitter Stichting Continuïteit Athlon Holding N.V., van 1995 tot 2004
- lid Raad van Toezicht Rijksmuseum te Amsterdam, omstreeks 1995
- lid Supervisory Board Fortis A.G., omstreeks 1995
- lid Raad van Commissarissen Glaxo B.V., omstreeks 1995
- voorzitter Raad van Commissarissen Van Melle N.V., omstreeks 1995
- lid bestuur Stichting Preferente Aandelen Philips, omstreeks 1995
- voorzitter Stichting Administratiekantoor A.C.F., omstreeks 1995
- voorzitter Stichting Preferente Aandelen Athlon Groep, omstreeks 1995
- voorzitter Raad van Commissarissen Fortis Amev, vanaf juni 1997

## Publicaties
- Diverse publicaties en inleidingen in kranten en tijdschriften over aansprakelijkheid bestuurders en commissarissen
- Medeauteur Praktijkboek commissarissen (1983)
- De commissaris: aanbevolen gedragsregels (1986)
- Medeauteur Bestuur en toezicht (1994)
- Enige beschouwingen over zinvol commissariaat (dissertatie, 1995)

- Biografisch Portaal: 98364655
- International Standard Name Identifier: 0000 0000 3568 1636
- Library of Congress Control Number: n95012038
- Nederlandse Thesaurus van Auteursnamen: 072088370
- Parlement.com: vg09llov7myx
- Virtual International Authority File: 38617014
- WorldCat: E39PBJqbg4kDjHtTqwHgHhppT3